# Паник (област Ширак)
Вижте пояснителната страница за други значения на Паник.
Паник (на арменски: Փանիկ) е село и община в Армения, област Ширак. Според Националната статистическа служба на Армения през 2012 г. има 3212 жители.

## Демография
Броят на населението в годините 1831–2004 е както следва: